# Destroy Destroy Destroy
Destroy Destroy Destroy (с англ. — «Уничтожить Уничтожить Уничтожить») — американская мелодик-дэт-метал-группа, образованная в Мерфрисборо, штат Теннесси, в феврале 2003 года.

## Характеристики
Стиль
Музыкальный стиль Destroy Destroy Destroy был описан критиками в различных музыкальных жанрах, таких как мелодичный дэт-метал, пауэр-метал, симфо-блэк-метал, трэш-метал и викинг-метал. Чад Бовар из Dotdash определил Destroy Destroy Destroy как «универсальную группу, которая включает в свое звучание множество жанров» и сказал, что «их песни иногда оркестровые и величественные, с большим количеством клавишных, а иногда резкие и интенсивные с бласт-битами и брейкдаунами». Бовар отметил музыкальные особенности Destroy Destroy Destroy, заявив: «Влияние викингов проявляется в декламациях, рассказывающих о битвах, мифических зверях и затерянных мирах».
Алекс Хендерсон из AllMusic заявил, что Devour the Power «идентифицирован как диск, ориентированный на пауэр-метал, с влиянием прогрессивного метала, некоторыми трэш-партиями и бласт-битами в стиле блэк-метал». Даже определяя Destroy Destroy Destroy как симфо-блэк-метал-группу, Хендерсон заметил: «Battle Sluts не был записан с расчетом на пуристов блэк-метала; Destroy Destroy Destroy не претендуют на роль Gorgoroth или Marduk, и мелодия является главным приоритетом на протяжении всего этого викинг-метал-путешествия».
Участники группы заявили, что их звучание содержит «элементы от ранних трэш- и глэм-метал-групп 1980-х и 1990-х годов до современных скандинавских мелодик-дэт- и викинг-метал-групп».
Лирика
Основные темы: Драконы, Мечи, Война, Зло.

## История
В составе ритм-гитариста Джереми Скотта, вокалиста Брайана Кемпа и барабанщика Эндрю Холла они начали писать песни; вскоре после этого Destroy Destroy Destroy укомплектовали свой состав, включив в него ведущего гитариста Уэя Барьера, басиста Адама Филлипса и клавишника Брайана Шортера. Затем группа начала давать концерты на местном уровне и записала самофинансируемый EP под названием Kill or Be Killed. Они выпустили два студийных альбома, Devour the Power (2006) и Battle Sluts (2009), оба на Black Market Activity. Destroy Destroy Destroy отыграли свой первый концерт в пиццерии на разогреве у Mastodon.
Видео на «The Wretched Forest» было снято Стивом Стемаком и смонтировано Райаном Кендриком из Digital Bohemia.

## Участники
Текущий состав
- Jeremiah Scott – ритм-гитара (2003–н. в.)
- Way Barrier – лид-гитара (2003–н. в.)
- Adam Phillips – бас (2003–н. в.)
- Brian Shorter – клавишные (2007–н. в.)
- Andrew Core – ударные (2009–н. в.)
- Chris Bazor – вокал (2009–н. в.)

Бывшие участники
- Eric W. Brown – ударные (2004–2008)
- Andrew Hall[комм. 1] – ударные (2003–2004)
- David Shaw – ударные (2008–2009)
- Jessica Lambert – клавишные (2006)
- Alex Gellette – клавишные (2003–2006)
- Keith Williams – клавишные (2006)
- Courtney Edwards – клавишные (2006–2008)
- Bryan Kemp – вокал (2003–2009)

Временная шкала

## Дискография
Альбомы
- Devour the Power (2006)
- Battle Sluts (2009)

Мини-альбомы
- Kill or Be Killed (2003)